# Gabriel Gonzaga
Gabriel Gonzaga (Rio de Janeiro, 18 maggio 1979) è un lottatore di arti marziali miste brasiliano.
Combatte nella divisione dei pesi massimi per la promozione statunitense UFC nella quale è stato un contendente al titolo di categoria nel 2007, venendo sconfitto dal campione in carica Randy Couture.
È una cintura nera di jiu jitsu brasiliano ed un ex membro della Chute Boxe.
Ha vinto la medaglia d'oro nella divisione Ultra Heavyweight ai mondiali 2006 che sono considerati la più prestigiosa competizione di jiu jitsu brasiliano nel mondo; inoltre vanta un secondo posto all'ADCC Submission Wrestling World Championship del 2005 nella categoria sopra i 99 kg.

## Carriera nelle arti marziali miste

### Ultimate Fighting Championship
Gonzaga fece il suo debutto in UFC a UFC 56, mandando KO Kevin Jordan al minuto 4:39 del terzo round. Questo debutto non fu però privo di complicazioni: alcune settimane prima dell'incontro, sua moglie in attesa di due bambini iniziò ad aver complicazioni, perdendo uno dei gemelli che stava portando in grembo. La necessità del fighter di stare vicino alla moglie gli impedì di allenarsi a dovere.
Ad UFC 70, Gonzaga mandò KO Mirko "Crocop" Filipovic con un calcio alla testa, il quale era proprio il marchio di fabbrica del croato. Con questa vittoria potà affrontare per l'UFC Heavyweight Championship Randy "The Natural" Couture, contro cui perse ad UFC 74 per TKO nel terzo round.
Ad UFC 80 perse nuovamente con l'unico uomo ad averlo sconfitto in carriera prima di Couture, Fabrício Werdum. Dopo questa sconfitta infilò due vittorie consecutive contro Justin McCully e il debuttante Josh Hendricks, prima di perdere nuovamente contro l'imbattuto Shane Carwin.
Ad UFC 102 Gonzaga superò Chris Tuchscherer per TKO at 2:27 mentre ad UFC LIVE: Vera vs. Jones, perse contro il futuro campione dei pesi massimi Junior dos Santos, dopo che inizialmente il loro match previsto per UFC 108 fu rimandato.
Il 23 ottobre 2010, Brendan Schaub a UFC 121 gli inflisse la prima sconfitta in carriera sulla distanza, battendolo per decisione unanime. Dopo questo match e un record di 7-5 fu licenziato dalla federazione a cui però fece ritorno a UFC 142 contro Ednaldo Oliveira. Nel match, disputato nella sua terra natale, a Rio de Janeiro, Gonzaga superò il connazionale per sottomissione durante il primo round.
Tornò a combattere un anno dopo e sempre in Brasile contro Ben Rothwell, imponendosi con una vittoria per sottomissione durante il secondo round.
Nel 2013 viene sconfitto dall'atletico peso massimo Travis Browne per KO in poco più di un minuto di combattimento.
Si rifà in luglio con una delle più veloci vittorie nella storia dei pesi massimi UFC, in quanto stende Dave Herman in soli 17 secondi in una sfida nella quale sostituiva l'indisponibile Shane del Rosario.
In ottobre mette KO al primo round anche Shawn Jordan.
Nel gennaio 2014 la sua serie di vittorie viene arrestata dal numero 8 dei ranking UFC Stipe Miočić che sconfigge Gonzaga ai punti.
In dicembre viene steso da Matt Mitrione alla prima ripresa. Mentre ad aprile del 2015 affronta per la seconda volta il veterano Mirko Filipović; il primo match tenutosi nel 2007 fu vinto a sorpresa dal brasiliano con un incredibile KO. Nei primi due round del rematch, Cro Cop subì innumerevoli takedown da parte dell'avversario che mise a segno un ottimo ground and pound; ma nella terza ripresa Mirko andò a segno con due poderose gomitate alla tempia che stesero Gonzaga, una volta al tappeto riuscì a connettere numerose gomitate e pugni sul volto del brasiliano che costrinsero l'arbitro a fermare l'incontro per KO Tecnico. Entrambi i lottatori ottennero il riconoscimento Fight of the Night.
A dicembre affrontò Konstantin Erokhin all'evento finale della ventiduesima stagione del reality The Ultimate Fighter. Gonzaga vinse l'incontro per decisione unanime.
Il 10 aprile del 2016 avrebbe dovuto affrontare il russo Ruslan Magomedov al primo evento organizzato dalla UFC in Croazia. Tuttavia, nei primi giorni di marzo venne annunciato l'infortunio da parte di Magomedov, il quale venne rimpiazzato da Derrick Lewis. A pochi secondi dalla fine del primo round, Gonzaga venne colpito brutalmente da una sequenza di pugni da parte del suo avversario, perdendo così l'incontro per KO.

## Risultati nelle arti marziali miste
| Risultato | Record | Avversario         | Metodo                               | Evento                                                    | Data             | Round | Tempo | Luogo                    | Note                                              |
| --------- | ------ | ------------------ | ------------------------------------ | --------------------------------------------------------- | ---------------- | ----- | ----- | ------------------------ | ------------------------------------------------- |
| Sconfitta | 17-11  | Derrick Lewis      | KO (pugni)                           | UFC Fight Night: Rothwell vs. dos Santos                  | 10 aprile 2016   | 1     | 4:48  | Zagabria, Croazia        |                                                   |
| Vittoria  | 17-10  | Konstantin Erokhin | Decisione (unanime)                  | The Ultimate Fighter: Team McGregor vs. Team Faber Finale | 11 dicembre 2015 | 3     | 5:00  | Las Vegas, Stati Uniti   |                                                   |
| Sconfitta | 16-10  | Mirko Filipović    | KO Tecnico (gomitate e pugni)        | UFC Fight Night: Gonzaga vs. Cro Cop 2                    | 11 aprile 2015   | 3     | 3:30  | Cracovia, Polonia        | Fight of the Night                                |
| Sconfitta | 16-9   | Matt Mitrione      | KO Tecnico (pugni)                   | UFC on Fox: dos Santos vs. Miocic                         | 13 dicembre 2014 | 1     | 1:59  | Phoenix, Stati Uniti     |                                                   |
| Sconfitta | 16-8   | Stipe Miočić       | Decisione (unanime)                  | UFC on Fox: Henderson vs. Thomson                         | 25 gennaio 2014  | 3     | 5:00  | Chicago, Stati Uniti     |                                                   |
| Vittoria  | 16-7   | Shawn Jordan       | KO Tecnico (pugni)                   | UFC 166: Velasquez vs. dos Santos 3                       | 19 ottobre 2013  | 1     | 1:33  | Houston, Stati Uniti     |                                                   |
| Vittoria  | 15-7   | Dave Herman        | KO Tecnico (pugni)                   | UFC 162: Silva vs. Weidman                                | 6 luglio 2013    | 1     | 0:17  | Las Vegas, Stati Uniti   |                                                   |
| Sconfitta | 14-7   | Travis Browne      | KO (gomitate)                        | The Ultimate Fighter 17 Finale: Faber vs. Jorgensen       | 13 aprile 2013   | 1     | 1:11  | Las Vegas, Stati Uniti   |                                                   |
| Vittoria  | 14-6   | Ben Rothwell       | Sottomissione (ghigliottina)         | UFC on FX: Belfort vs. Bisping                            | 19 gennaio 2013  | 2     | 1:01  | San Paolo, Brasile       |                                                   |
| Vittoria  | 13–6   | Ednaldo Oliveira   | Sottomissione (rear naked choke)     | UFC 142: Aldo vs. Mendes                                  | 14 gennaio 2012  | 1     | 3:22  | Rio de Janeiro, Brasile  |                                                   |
| Vittoria  | 12–6   | Parker Porter      | Sottomissione (triangolo di braccio) | Reality Fighting: Gonzaga vs. Porter                      | 8 ottobre 2011   | 3     | 1:50  | Uncasville, Stati Uniti  | Vince il titolo dei Pesi Massimi Reality Fighting |
| Sconfitta | 11–6   | Brendan Schaub     | Decisione (unanime)                  | UFC 121: Lesnar vs. Velasquez                             | 23 ottobre 2010  | 3     | 5:00  | Anaheim, Stati Uniti     |                                                   |
| Sconfitta | 11–5   | Junior dos Santos  | KO (pugni)                           | UFC Live: Vera vs. Jones                                  | 21 marzo 2010    | 1     | 3:53  | Broomfield, Stati Uniti  |                                                   |
| Vittoria  | 11–4   | Chris Tuchscherer  | KO Tecnico (pugni)                   | UFC 102: Couture vs. Nogueira                             | 29 agosto 2009   | 1     | 2:27  | Portland, Stati Uniti    |                                                   |
| Sconfitta | 10–4   | Shane Carwin       | KO (pugni)                           | UFC 96: Jackson vs. Jardine                               | 7 marzo 2009     | 1     | 1:09  | Columbus, Stati Uniti    |                                                   |
| Vittoria  | 10–3   | Josh Hendricks     | KO (pugni)                           | UFC 91: Couture vs. Lesnar                                | 15 novembre 2008 | 1     | 1:01  | Las Vegas, Stati Uniti   |                                                   |
| Vittoria  | 9–3    | Justin McCully     | Sottomissione (americana)            | UFC 86: Jackson vs. Griffin                               | 5 luglio 2008    | 1     | 1:57  | Las Vegas, Stati Uniti   |                                                   |
| Sconfitta | 8–3    | Fabrício Werdum    | KO Tecnico (pugni)                   | UFC 80: Rapid Fire                                        | 19 gennaio 2008  | 2     | 4:34  | Newcastle, Regno Unito   |                                                   |
| Sconfitta | 8–2    | Randy Couture      | KO Tecnico (pugni)                   | UFC 74: Respect                                           | 25 agosto 2007   | 3     | 1:37  | Las Vegas, Stati Uniti   | Per il titolo dei Pesi Massimi UFC                |
| Vittoria  | 8–1    | Mirko Filipović    | KO (calcio alla testa)               | UFC 70: Nations Collide                                   | 21 aprile 2007   | 1     | 4:51  | Manchester, Regno Unito  | Eliminatoria per il titolo dei Pesi Massimi UFC   |
| Vittoria  | 7–1    | Carmelo Marrero    | Sottomissione (armbar)               | UFC 66: Liddell vs. Ortiz                                 | 30 dicembre 2006 | 1     | 3:22  | Las Vegas, Stati Uniti   |                                                   |
| Vittoria  | 6–1    | Fabiano Scherner   | KO Tecnico (pugni)                   | UFC 60: Hughes vs. Gracie                                 | 27 maggio 2006   | 2     | 0:24  | Los Angeles, Stati Uniti |                                                   |
| Vittoria  | 5–1    | Kevin Jordan       | KO (superman punch)                  | UFC 56: Full Force                                        | 19 novembre 2005 | 3     | 4:39  | Las Vegas, Stati Uniti   | Debutto in UFC                                    |
| Vittoria  | 4–1    | Walter Farias      | Sottomissione (neck crank)           | Shooto Brazil: Never Shake                                | 23 ottobre 2004  | 2     | -     | San Paolo, Brasile       |                                                   |
| Vittoria  | 3–1    | Charlie Brown      | Sottomissione (sfinimento)           | Jungle Fight 2                                            | 15 maggio 2004   | 3     | -     | Manaus, Brasile          |                                                   |
| Sconfitta | 2–1    | Fabrício Werdum    | KO Tecnico (pugni)                   | Jungle Fight 1                                            | 13 ottobre 2003  | 3     | 2:11  | Manaus, Brasile          |                                                   |
| Vittoria  | 2–0    | Branden Lee Hinkle | Sottomissione (triangolo)            | Meca 9: Meca World Vale Tudo 9                            | 1º agosto 2003   | 1     | 3:54  | Rio de Janeiro, Brasile  |                                                   |
| Vittoria  | 1–0    | Cicero Costa       | Sottomissione (pugni)                | Brazilian Gladiators 2                                    | 2 aprile 2003    | 1     | -     | Santos, Brasile          |                                                   |